# 威廉·平克尼
威廉·平克尼（William Pinkney，1764年3月17日—1822年2月25日），美国政治家，曾任美国众议员（1791年、1815年-1816年）、美国司法部长（1811年-1814年）和美国参议员（1819年-1822年）。
| 前任： 西泽·A·罗德尼 | 美国司法部长 1811年-1814年 | 繼任： 理查德·拉什 |